# Ciugud (Alba)
Ciugud (en hongrois : Maroscsüged, en allemand : Schenkendorf) est une commune du județ d'Alba, Roumanie qui compte 3 048 habitants.
La commune est composée de 6 villages : Ciugud, Drâmbar, Hăpria, Limba, Șeușa, Teleac.

## Démographie
D'après le recensement de 2011, la commune compte 3 048 habitants, en forte augmentation par rapport au recensement de 2002 où elle en comptait 2 664.
Lors de ce recensement de 2011, 96,48 % de la population se déclarent roumains (2,78 % ne déclarent pas d'appartenance ethnique et 0,72 % déclarent appartenir à une autre ethnie).

## Politique
| Parti | Parti                                      | Sièges |
| ----- | ------------------------------------------ | ------ |
|       | Parti social-démocrate (PSD)               | 9      |
|       | Parti national libéral (PNL)               | 1      |
|       | Alliance des libéraux et démocrates (ALDE) | 1      |